# Born in Dissonance
Born in Dissonance è un singolo del gruppo musicale svedese Meshuggah, pubblicato il 25 agosto 2016 come unico estratto dall'ottavo album in studio The Violent Sleep of Reason.

## Tracce
1. Born in Dissonance – 4:34

## Formazione
Gruppo
- Jens Kidman – voce
- Fredrik Thordendal – chitarra
- Mårten Hagström – chitarra
- Dick Lövgren – basso
- Tomas Haake – batteria

Produzione
- Meshuggah – produzione
- Tue Madsen – missaggio, registrazione
- Thomas Eberger – mastering